# Bruno Vowe
Bruno Vowe (Fürstenwalde/Spree, 10 juli 1904 - 26 december 1978), was een U-bootkapitein (Kapitänleutnant) in de Kriegsmarine tijdens de Tweede Wereldoorlog. Hij heeft geen geallieerde schepen tot zinken gebracht, maar bevoorraadde wel de Duitse U-boten met zijn U 462, een "melkkoe"-U-boottanker.

## Geschiedenis
Kapitänleutnant Bruno Vowe vertrok vanuit Kiel met de nieuwe U 462 op 23 juli 1942 en kwam op 21 september in Saint-Nazaire aan, van waaruit hij de U-boten op zee bevoorraadde. De U 462 vertrok uiteindelijk op 19 februari 1943 voor de laatste keer vanuit Saint-Nazaire en kreeg zijn nieuwe basis toegewezen, namelijk Bordeaux. Daar kwam hij aan op 11 maart na een patrouille van 21 dagen. Op 21 juni 1943, kort na diens tweede uitreispatrouille uit Bordeaux, werd de U 462, die de U-boten voor de kust van Zuid-Afrika moest bevoorraden, door Mosquito's van de RAF aangevallen en zo ernstig beschadigd dat hij na 7 dagen patrouille naar zijn basis moest terugkeren; dit was op 23 juni terug in Bordeaux. Er viel één dode; matroos-soldaat 1e klasse (korporaal) Ferdinand Brunnbaur.
Op 27 juli 1943 vertrok de U 462 uit Bordeaux en op 30 juli, de vierde patrouille dag, werd de "melkkoe"-U-boottanker door een Handley Page Halifax-vliegtuig en door kanonvuur van 5 Britse sloepen in de Golf van Biskaje tot zinken gebracht op positie 45° 33′ 0″ NB, 10° 58′ 0″ WL. De U 462 werd omsingeld en beschadigd. Hij kon zichzelf alleen maar verdedigen met zijn boordkanonnen. Het was een verloren strijd, waarbij één dode viel. De 64 overlevenden, waaronder kapitein-luitenant-ter-zee Bruno Vowe, werden krijgsgevangen genomen door de Britten. Daarna zonk de U 462 voorgoed. Vowe overleefde de oorlog. Hij stierf op 26 december 1978, op 74-jarige leeftijd.

## Militaire loopbaan
- Offiziersanwärter: 1 oktober 1938[2]
- Seekadett: 1 juli 1939[2]
- Fähnrich zur See: 1 december 1939[2]
- Oberfähnrich zur See: 1 augustus 1940[2]
- Leutnant zur See: 1 april 1941[2]
- Kapitänleutnant: 1 januari 1944[2][1]

## U 462vertrek en aankomst
- 23 juli 1942:  Kiel ----  21 sep. 1942  -  St. Nazaire  (Patrouille: 61 dagen)
- 18 okt. 1942:  St. Nazaire  ---- 7 dec. 1942  -  St. Nazaire  (Patrouille: 51 dagen)
- 20 jan. 1943:  St. Nazaire ---- 22 jan. 1943  -  St. Nazaire  (Patrouille: 3 dagen)
- 19 feb. 1943:  St. Nazaire  ---- 11 maart 1943  -  Bordeaux  - (Patrouille: 21 dagen)
- 1 april 1943:  Bordeaux  ---- 24 april 1943  -  Bordeaux  - (Patrouille: 24 dagen)
- 17 juni 1943:  Bordeaux  ---- 23 juni 1943  -  Bordeaux  - (Patrouille: 7 dagen)
- 28 juni 1943:  Bordeaux  ---- 6 juli 1943  -  Bordeaux  - (Patrouille: 9 dagen)
- 27 juli 1943:  Bordeaux  ---- 30 juli 1943  -  Tot zinken gebracht - (Patrouille: 4 dagen)

- Totaal 8 Patrouilles (samen 180 dagen op zee)